# Marketing comprometido
El marketing comprometido es un tipo de actividad de responsabilidad social de las empresas, por la cual una campaña de promoción empresarial tiene un doble propósito; aumentar la rentabilidad y mejorar la sociedad. Es el uso de los esfuerzos sociales y medioambientales para construir una marca y aumentar los beneficios, ha sido una motivación primaria en sus estrategias.
Una expresión similar, «marketing con causa», se suele referir a un subconjunto de acciones de marketing comprometido que suponen la colaboración en beneficio mutuo entre una empresa de carácter comercial y una organización sin ánimo de lucro. Una forma de marketing con causa de gran impacto es aquella en la que, al llegar a la caja registradora, se le pide los clientes que apoyen una determinada causa mediante un donativo. El marketing comprometido se diferencia de las donaciones corporativas (filantropía) en que estas últimas suponen, por lo general, la realización de una donación específica que es deducible fiscalmente, mientras que el marketing comprometido no se basa necesariamente en una donación.

## Historia
El 14 de diciembre de 1973, el Congreso de los Estados Unidos aprobó una Ley sobre especies en peligro de extinción (ESA, en sus siglas en inglés). Ello llevó a 7-Eleven a hacer entrega a la organización National Wildlife Federation (NWF) de un adelanto de 250.000 dólares (un centavo de dólar por vaso proveniente de la venta de más de 2 millones de vasos en defensa de las especies en peligro de extinción). Con este dinero, NWF adquirió terrenos donde se encuentra el hábitat del águila calva. El 19 de diciembre de 1974 tuvo lugar la transferencia de tierras al Gobierno de los Estados Unidos y al Departamento de Pesca y Vida Silvestre de los Estados Unidos, y el territorio afectado sería posteriormente conocido como el Refugio Nacional de Vida Silvestre Karl E. Mundt.
El primer caso conocido de marketing comprometido en los Estados Unidos tuvo lugar en marzo de 1974, cuando John T. Carr creó Carr & Associates International como una forma de «restitución», poniendo en relación causas benéficas y empresas para que se apoyen mutuamente. El enfoque de John T. Carr, del que partió la organización, era convencer a las empresas de que pagaran una tasa de remisión por lo que serían sus gastos habituales en marketing, y redirigir esos fondos a una causa benéfica elegida por el comprador. Muy pronto el nombre de la organización pasó a ser Charitable Giving Foundation, fundación que todavía dirige su fundador, director ejecutivo y presidente, John T. Carr. Durante los últimos 40 años, la Charitable Giving Foundation ha ayudado a generar millones de dólares para diferentes causas benéficas, y ayuda todavía a generar esos fondos que las causas benéficas necesitan tanto.
La primera campaña de marketing comprometido de importancia se lanzó en 1976 a través de una alianza entre Marriott Corporation y March of Dimes. El objetivo de Marriott era obtener, de una forma muy rentable, una mejora en sus relaciones públicas y mayor cobertura mediática para la apertura del Marriott's Great America, un centro de entretenimiento familiar de 81 hectáreas (0,81 km²) situado en Santa Clara (California). El objetivo de March of Dimes era aumentar la recaudación y estimular otras promesas de financiación para el momento en que finalizara el programa. La promoción se realizó simultáneamente en 67 ciudades a lo largo de la costa oeste de los Estados Unidos. La colaboración en esta campaña de marketing comprometido recaudó una cifra sin precedentes, 2,4 millones de dólares. Esto la convirtió en la campaña de promoción más exitosa de la historia de las secciones de March of Dimes en la costa oeste, generando al mismo tiempo cientos de miles de dólares de publicidad gratuita para Marriott, y contribuyendo a que 2,2 millones de personas acudieran al complejo de entretenimiento de Marriott en su primer año de apertura, una cifra récord para un parque temático regional.
Otro de los primeros ejemplos de marketing con causa fue la campaña que Rosica, Mulhern & Associates lanzó en 1979  para las galletas Famous Amos. En dicha campaña, Wally Amos actuaba de portavoz nacional para Voluntarios de Alfabetización de América. In this campaign, Wally Amos became the national spokesperson for the Literacy Volunteers of America. Según esta organización, Wally ha llamado la atención sobre el problema del analfabetismo a más gente que ninguna otra persona en la historia. Este vínculo estratégico ayudó a contar la historia de las galletas Famous Amos y conservar la visibilidad de la marca, y fue responsable de la expansión de muchos programas de alfabetización y de la creación de otros nuevos.  Actualmente, este estudio de caso se usa en las universidades estadounidenses como un ejemplo de un «marketing con causa» exitoso.
En 1982, Nancy Brinker, fundadora de Susan G. Komen for the Cure, se convirtió en pionera del marketing comprometido al permitir que millones de personas participasen en la lucha contra el cáncer de mama por medio de compañías que comparten el compromiso de Komen de acabar con esta enfermedad.
Se suele afirmar que el reciente interés hacia el marketing con causa surgió de American Express, que, al parecer, acuñó la expresión en 1983. En 1981, tras varios proyectos piloto, American Express llevó a cabo una campaña en el Festival de Artes de San Francisco por la que se donaban fondos a diversas organizaciones sin ánimo de lucro. Consistía básicamente en que cada vez que alguien usaba una tarjeta American Express en el área, se producía una donación de 2 céntimos de dólar, y por cada nuevo miembro que solicitaba la tarjeta se hacía una contribución aún mayor. Por lo que parece, se superaron los objetivos de marketing que American Express tenía para este programa. Se registró un incremento significativo en el uso de la tarjeta, y además las relaciones entre American Express y sus distribuidores mejoraron como resultado de la promoción. Desde el punto de vista de las ONG, aunque fue una campaña de corta duración se recaudaron 108.000 dólares, una aportación muy significativa a su labor. El uso de los términos "marketing con causa "y  "marketing comprometido" no ha dejado de crecer desde entonces. En los últimos años, estos términos se han empleado para describir una gran variedad de iniciativas que se basan en el esfuerzo conjunto de empresas y causas benéficas. ¡Da el primer paso hacia una carrera adecuada para ti! Nuestros recursos facilitan la exploración de caminos en marketing, desde plantillas y recursos gratuitos hasta información invaluable directamente de profesionales experimentados de la industria. Fije su mirada en el éxito y comience a avanzar hacia el futuro de sus sueños hoy.

## Antecedentes
Según un informe publicado por onPhilanthropy, el marketing comprometido patrocinado por empresas estadounidenses está creciendo a un ritmo espectacular.  En un estudio de IEC, Inc. se indica que el gasto en marketing comprometido fue de 1.110 millones de dólares en  2005 y 1.340 millones de dólares en 2006, y que siguió creciendo en 2007.  En un informe de actualización posterior, IEG señaló que el marketing comprometido había crecido un 3,9%  hasta alcanzar los 1.850 millones de dólares en 2014. Para el año 2015, su pronóstico era que creciera un 3,7%, hasta alcanzar los 1.920 millones de dólares.
El marketing con causa es una potente herramienta de marketing que empresas y organizaciones sin ánimo de lucro aprovechan cada vez más. Según el Millennial Case Study de Cone de 2006, el 89% de los estadounidenses con edades comprendidas entre los 13 y los 25 años cambiarían una marca por otra con un producto (y precio) similar si esta última estuviera asociada a "una buena causa".  El mismo estudio indicaba también que un porcentaje significativo de los encuestados preferiría trabajar para una compañía que se considerara socialmente responsable.  Esto puede estar relacionado con el incremento en programas de colecta de donativos en el lugar de trabajo.  Estudios previos realizados por Cone indican una tendencia al alza en el número de estadounidenses que asocian sus hábitos de compra con el marketing comprometido y la expectativa de que las compañías cuyos productos adquieren sean "buenos ciudadanos corporativos". Estos estudios muestran también un incremento sustancial entre justo antes y justo después del 11-S.
Se han realizado muchos otros estudios para mostrar cómo el marketing con causa ayuda a incrementar los beneficios empresariales.  Por ejemplo, durante la campaña de marketing comprometido de American Express (compañía a la que se atribuye el término), dicha compañía experimentó un aumento del 17% en los nuevos usuarios y del 28% en el uso de la tarjeta. Existen pruebas que muestran que las actividades de RSE iniciadas de forma voluntaria por las empresas traen como resultado más oportunidades de beneficio que las actividades de RSE realizadas por encargo del gobierno.

## Beneficios y problemas
Los beneficios potenciales que el marketing comprometido tiene para las organizaciones sin ánimo de lucro incluyen un aumento en su capacidad de promover su causa gracias al uso de los grandes recursos financieros de que dispone una empresa, y en su capacidad de llegar a potenciales simpatizantes a través de la base de clientes de la empresa. Los beneficios potenciales del marketing comprometido para las empresas incluyen la obtención de relaciones públicas positivas, mejores relaciones con los clientes, oportunidades de marketing adicionales y mayores ingresos. Estos beneficios tienen lugar porque este modelo de marketing hace que el cliente tenga la sensación de ser un filántropo mientras hace algo tan simple como comprar un par de zapatos.
Dicho esto, el marketing comprometido genera algunos problemas. La cuestión de la confianza es un elemento clave que afecta al potencial de impacto del marketing comprometido. Concretamente, un 78% de los consumidores indican que una alianza entre una ONG y una compañía en la que confían hace que determinada causa destaque (Nonprofit Marketing Trend de Cone, 2010). Si un consumidor no confía en la compañía que está detrás de la campaña de marketing comprometido, esta última puede interpretarse como un intento poco sincero de fidelizar a los consumidores.  Por ello, es importante que una campaña de marketing comprometido concuerde con la imagen de marca de los productos para los cuales se lleva a cabo la campaña de marketing.  Otro problema potencial del marketing comprometido es la posibilidad de que el precio de los productos relacionados con la causa aumente. En realidad, sólo un 19% de los consumidores estarían dispuestos a comprar a una marca más cara pero que apoya a una causa (Cone, 2010). Según Eikenberry (2009), los consumidores tampoco están seguros de cuánto dinero se dona en realidad.

## Marketing comprometido en línea

### Resumen
Aunque en origen se trató de una estrategia de marketing offline, a lo largo de la última década el marketing comprometido se ha ido llevando a cabo cada vez más a través de canales en línea.  Esto se debe, en parte, al creciente porcentaje de hogares con conexión a internet.  En lo que respecta a otros tipos de campañas de marketing, las empresas pueden aprovechar los canales de marketing en línea junto con otros canales offline, tales como la cartelería y los medios de comunicación. (Esto se denomina a veces marketing integrado).
La llegada del marketing comprometido en línea ha permitido, por ejemplo, que los consumidores que son miembros de un programa de fidelización adopten un papel más activo en el marketing comprometido. Se trata de donaciones transaccionales democratizadas. Significa que no son las empresas sino los consumidores los que deciden qué causas apoyan y promueven. Un ejemplo de cómo funciona esto sería que una compañía permitiera que los miembros de su programa de fidelización convirtieran las recompensas (puntos o millas) de las que no hayan disfrutado en donaciones en efectivo para causas elegidas por los propios clientes, en lugar de que sea la compañía la que seleccionara a las ONG. Se necesita una plataforma en línea para poner a los clientes en contacto con una selección suficientemente amplia de ONGs.

### Subastas benéficas en línea
En los últimos años se han utilizado subastas en línea para estrategias de marketing comprometido, empleando para ello diferentes plataformas de subastas electrónicas. Algunas empresas han creado programas para ayudar a los vendedores y a las grandes corporaciones a donar un porcentaje de sus ventas a una entidad sin ánimo de lucro  mediante el uso de subastas. Compañías y entidades sin ánimo de lucro también pueden usar estos programas para realizar acciones de marketing comprometido y de captación de fondos.
Empresas y ONGs no sólo recaudan dinero a través de subastas electrónicas, sino que también conciencian sobre una determinada causa o sobre la labor de una determinada ONG. En lugar de ver los artículos expuestos en una sala, las personas que pujan en la subastas electrónicas acceden en línea a fotos y descripciones de los artículos, así como un monto sugerido para la puja. La mayor parte de las subastas electrónicas usan un estilo de puja denominada puja por poder, en la cual el sistema en línea realiza las apuestas en participante real de forma incremental hasta llegar a la puja máxima establecida por el participante.
Como alternativa, muchas subastas electrónicas son manuales; los participantes comentan o publican sus pujas por sí mismos antes de que finalice el periodo de subasta. Otras veces los participantes llaman o envían un correo electrónico con su puja al subastador en línea, que actualiza el estado de la subasta en tiempo real. Este tipo de subasta benéfica funciona mejor cuando pocos artículos van a ser subastados o cuando se esperan pocas pujas.

## Tipos
El marketing comprometido puede adoptar muchas formas, incluyendo las siguientes:
- Campañas transaccionales: donación corporativa motivada por una acción del consumidor (p.ej. compartir un mensaje por redes sociales, realizar una compra, etc.); y
- Campañas no transaccionales: donación corporativa a una causa, tal y como sucede con el patrocinio de causas, que no depende de una acción explícita del consumidor.
- Campañas en el punto de venta: donación que la compañía solicita en el punto de venta, pero que es realizada por el consumidor (p.ej. cuando los consumidores efectúan su compra, ya sea en la tienda en línea o en los establecimientos, se les pide que redondeen el precio de su compra o que donen un dólar).
- Campañas con foco en el mensaje: los recursos de la compañía se emplean para compartir un mensaje relacionado con una causa.  Por ejemplo, una campaña que anima a cambiar de comportamiento (p.ej. no escribas por el móvil mientras conduces), conciencia sobre una causa importante (p.ej. hablar con progenitores de avanzada edad sobre sus hábitos de conducción) o anima al consumidor a actuar (p.ej. firmando una petición para liberar a las ballenas).[20]
- Porción de la compra: las empresas donan una parte de sus ventas a una ONG o a una causa.[21]
- Pin-ups: fundamentalmente para uso interno. Los clientes hacen una donación y ponen su nombre en un icono de papel que luego se cuelga en la tienda.[21]
- Compra uno, dona uno: partiendo de las unidades vendidas de un producto designado a tal efecto, las empresas donan un producto de valor comparable.[21]
- Voluntariado: en lugar de pedir una donación, las empresas piden a sus clientes que dediquen parte de su tiempo, de forma voluntaria, a determinada organización.[21]
- Compromiso digital: las empresas, a través de las redes sociales e ingeniería de software, crean una "experiencia digital" para divulgar una causa y recaudar fondos para dicha causa o para una ONG.[21]

## Ejemplos
- Un ejemplo de marketing con causa es la campaña de Yoplait "Guarda la tapa para salvar vidas" en apoyo de Susan G. Komen for the Cure.  La empresa envasa ciertos productos con una tapa rosa, y cuando los consumidores la devuelven, Yoplait dona 10 céntimos de dólar por tapa.
- DICK's Sporting Goods lanzó la campaña “Sports Matters”  en 2014 para acercar la problemática de los jóvenes atletas que no cuentan con fondos suficientes, y creó una plataforma de micromecenazgo a través de la cual equipos deportivos juveniles previamente seleccionados pudieran recaudar dinero de sus seguidores, y obtener una subvención de igual monto a través de la Fundación DICK's Sporting Goods.[22]
- Un ejemplo de certificación otorgada por una ONG a un producto (o empresa) es el sello de aprobación que la Asociación Estadounidense del Corazón otorgó a la marca de cereales Cheerios. El Programa de Certificación de Alimentos Verificados para el Corazón permite el uso de su icono y del texto «Verificado para el Corazón» en docenas de cereales y zumos, lo que significa que estos productos cumplen con los estándares de la asociación en lo que respecta a bajo contenido en grasas y bajo nivel de colesterol.[23]
- La campaña Product Red, lanzada a principios de 2006, es una de las mayores campañas de marketing con causa que han existido hasta la fecha, tanto por el número de compañías y organizaciones participantes como por su alcance global.  Es también un ejemplo de campaña de marketing comprometido que es también una marca en sí misma. Product Red se creó para apoyar al Fondo Mundial contra el VIH/sida, la tuberculosis y la malaria (también conocido como “The Global Fund”), y cuenta con la participación de compañías como Apple Computer, Motorola, Giorgio Armani y Gap.[24]
- PeaceKeeper Cause-Metics es una empresa de cosméticos que dedica todos sus beneficios a la defensa de la salud de la mujer y a otras cuestiones de derechos humanos, educando al consumidor masivo sobre muchos asuntos que tienen que ver con los Derechos Humanos, La empresa se fundó en 1999.[25]